# Eriospermum schinzii
Eriospermum schinzii là một loài thực vật có hoa trong họ Măng tây. Loài này được Conrath ex Baker mô tả khoa học đầu tiên năm 1904.